# Baobhan-sith
Een baobhan-sith is een soort vrouwelijke vampier uit de folklore van de Schotse Hooglanden, die enkele kenmerken gemeen heeft met succubi en feeën. De vampieren verschijnen als mooie vrouwen die hun slachtoffers verleiden om vervolgens hun bloed af te tappen.

## Folklore
Volgens de Schotse folklorist Donald Alexander Mackenzie verschijnt de baobhan-sith meestal als een mooie jonge vrouw met hindehoeven in plaats van voeten. Om deze te verbergen draagt ze een lange groene jurk. Net als andere vampiers drinkt de baobhan-sith het bloed van menselijke slachtoffers en verdwijnt ze bij zonsopgang. De baobhan-sith kan zichzelf ook veranderen in een bonte kraai of raaf.
Er zijn talloze verhalen over de baobhan-sith bekend, waarin jagers die 's nachts in de wildernis worden aangevallen een terugkerend thema is. In één verhaal, opgetekend door Mackenzie, waren er vier mannen die gingen jagen en 's avonds beschutting zochten in een eenzame hut. In de hut begon een van hen te zingen en de anderen te dansen. De mannen drukten hun verlangens uit naar partners om mee te kunnen dansen en kort daarop kwamen vier vrouwen de hut binnen. Drie van hen begonnen te dansen, terwijl de vierde naast de zanger ging zitten. De zanger zag toen druppels bloed uit zijn metgezellen druppen. Hij vluchtte de hut uit en zocht toevlucht tussen de paarden. De vrouw achtervolgde hem, maar kon hem niet vangen en toen het licht werd verdween ze. De man ging naar binnen en vond zijn drie vrienden dood en onder het bloed. De folkloriste Katharine Briggs suggereerde dat de baobhan-sith niet in staat was om de vierde man tussen de paarden te vangen vanwege de ijzeren hoeven, een materiaal waar feeën traditioneel kwetsbaar voor zijn.
In een vergelijkbaar verhaal merkte een van de mannen op dat de vrouwen hindehoeven hadden in plaats van voeten en vluchtten voor hen. Hij keerde de volgende ochtend terug en ontdekte dat de kelen en borstkasten van de andere jagers waren opengereten.
In een derde verhaal zochten de jagers hun toevlucht in een grot. Elk van de mannen zei dat hij wenste dat zijn eigen geliefde daar die avond was, maar een van hen, Macphee, die vergezeld werd door zijn zwarte hond, zei dat hij liever had dat zijn vrouw thuis bleef. Op dat moment kwamen enkele jonge vrouwen de grot binnen en de mannen die hun liefje hadden gewenst werden gedood. Macphee werd beschermd door zijn hond die de vrouwen uit de grot dreef.
Een terugkerend motief in deze verhalen is dat de baobhan-sith vrijwel onmiddellijk verschijnt, nadat de jager zijn verlangen naar vrouwelijk gezelschap kenbaar heeft gemaakt. Dit hangt samen met een traditioneel Schots geloof. Namelijk als iemand 's nachts een wens zou doen zonder de bescherming van god aan te roepen, die wens op een vreselijke manier zou worden verleend.